# Ceriana (gmina)
Ceriana – miejscowość i gmina we Włoszech, w regionie Liguria, w prowincji Imperia.
Według danych na rok 2004 gminę zamieszkiwało 1298 osób, gęstość zaludnienia wynosi 40,6 os./km².